# Корреспондентная теория истины
Корреспондентная теория истины (от лат. сorrespondentia — соответствие) — концепция теории истины, находящаяся на стыке метафизики и философии языка, согласно которой истинность или ложность высказывания зависит исключительно от того, как это высказывание соотносится с окружающим миром и насколько точно его описывает. Сторонники корреспондентной теории полагают, что истинные убеждения и истинные высказывания соответствуют реальному положению дел. Такой подход стремится установить отношение между мыслями или высказываниями, с одной стороны, и вещами или фактами — с другой.

## История понятия
Корреспондентная теория представляет собой классическую модель истины, истоки которой восходят к Платону и Аристотелю. Аристотель в «Метафизике» формулирует модель так: «Говорить, что сущего нет, или что не‑сущее есть, — ложно; следовательно, говорить, что сущее есть, а не‑сущего нет, — истинно». В подобной модели Классическим примером метафизического подхода является высказывание Фомы Аквинского: «Veritas est adaequatio rei et intellectus», или «Истина лежит в соответствии вещественного и интеллекта», которое он приписывал неоплатонику IX века Исааку Израэли.
Корреспондентная теория явно или неявно принималась большинством мыслителей раннего Нового времени, включая Рене Декарта, Баруха Спинозу, Джона Локка, Г. В. Лейбница, Давида Юма и Иммануила Канта (хотя Спинозу и Канта иногда относят к защитникам когерентной теории истины. Также считается что взглядов корреспондентной теории истины придерживался Томас Рид. В поздней новой философии её отстаивал Фридрих Шеллинг. По утверждению Бхикху Пареха, определённую версию этой теории разделял и Карл Маркс. В новейшее время корреспондентную теорию защищали, среди прочих, Эдмунд Гуссерль в континентальной традиции и такие аналитические философы как Бертран Рассел, ранний Людвиг Витгенштейн, Джон Лэнгшоу Остин и Карл Поппер.

## Разновидности соответствий

### Соответствие как конгруэнция
Бертран Рассел и Людвиг Витгенштейн предполагали, что для истинности высказывание должно иметь некоторый структурный изоморфизм с положением дел в мире, которое делает его истинным. Например, фраза «Кот находится на коврике» истинна тогда и только тогда, когда существует кот, существует коврик, и между ними существует отношение «находиться на». Если любого из этих трёх элементов нет, фраза не является истинной. Некоторые выражения (например, «поддельный», «предполагаемый», «ложный») представляют сложности для этой модели, поскольку их семантика не сводится к простой модели существования в окружающем мире.

### Соответствие как корреляция
Джон Остин утверждал, что между каким-либо высказыванием и окружающим миром, делающим высказывание истинным, необязательно должен существовать структурный параллелизм. Достаточно, чтобы семантика языка могла частично сопоставить высказывание в целом с окружающим миром. Высказывание не является истинным, если язык соотносит его с несуществующим окружающим миром.

## Связь теории с онтологией
Исторически большинство сторонников корреспондентных теорий были метафизическими реалистами, полагающими что существующий внешний мир не зависит от сознания людей. Эта вера противопоставляется метафизическому идеализму и концептуализму, ставящим в основу соотношения не окружающий мир а идеи об этом мире. Тем не менее, сама корреспондентная теория не обязана быть связана с реализмом: можно утверждать, что факты мира определяют истинность высказываний, и одновременно считать, что сами факты есть идеи о мире в уме высшего существа.

## Возражения
Одно из возражений корреспондентной теории истины утверждает, что теория опирается на внешний мир лишь постольку, поскольку он достижим для нас. Прямой реалист может безоговорочно принять корреспондентную теорию, в то время как строгий идеалист считает обращение к недоступным сущностям несогласованным. Некоторые Другие подходы допускают косвенное восприятие реальности; однако такое восприятие само по себе является идеей, и тогда «соответствие» превращается в сопоставление идей, что сближает теорию с когерентной.
Если защитник rорреспондентной теории не формулирует онтологическую модель мира, аргументация теории становится расплывчатой: непонятно, чему именно должно соответствовать высказывание. Если же онтология предлагается, то её истинность можно обосновать лишь ссылкой на соответствие «реальному миру», что делает рассуждение круговым.